# Vanuatu aux Jeux olympiques d'été de 2020
Le Vanuatu participe aux Jeux olympiques d'été de 2020 à Tokyo. Il s'agit de leur 9e participation aux Jeux d'été, auxquels ils n'ont jusqu'ici remporté aucune médaille.
Le rameur Riilio Rii est nommé porte-drapeau de la délégation vanuatuane.

## Athlètes engagés
| Sport           | Hommes | Femmes | Total |
| --------------- | ------ | ------ | ----- |
| Aviron          | 1      | 0      | 1     |
| Judo            | 1      | 0      | 1     |
| Tennis de table | 1      | 0      | 1     |
| Total           | 3      | 0      | 3     |

## Résultats

### Aviron
Riilio Rii a bénéficié d'une invitation tri-partite de la part de fédération internationale pour participer à l'épreuve de skiff.
| Athlète    | Compétition | Série        | Série | Repêchages | Repêchages | Demi-finale                   | Demi-finale | Finale                 | Finale |
| Athlète    | Compétition | Temps        | Rang  | Temps      | Rang       | Temps                         | Rang        | Temps                  | Rang   |
| ---------- | ----------- | ------------ | ----- | ---------- | ---------- | ----------------------------- | ----------- | ---------------------- | ------ |
| Riilio Rii | Skiff       | 8 min 0 s 98 | 6e    | 8 min 17 s | 3e         | Demi-finale E/F 8 min 19 s 99 | 6e          | Finale F 7 min 49 s 82 | 30e    |

### Judo
La Fédération ne distribue pas de ticket de qualifications aux championnats continentaux ou mondiaux mais c'est le classement établi au 21 juin qui permettra de sélectionner les athlètes (18 premiers automatiquement, le reste en fonction des quotas de nationalité).
Chez les hommes, Hugo Cumbo (-81 kg), classé 228e, est repêchée via l'attribution du quota continental pacifique.
| Athlète    | Compétition    | 1er tour                | 2e tour             | Quart de finale     | Demi-finale         | Repêchage           | Finale / MB         | Rang    |
| Athlète    | Compétition    | Adversaire Résultat     | Adversaire Résultat | Adversaire Résultat | Adversaire Résultat | Adversaire Résultat | Adversaire Résultat | Rang    |
| ---------- | -------------- | ----------------------- | ------------------- | ------------------- | ------------------- | ------------------- | ------------------- | ------- |
| Hugo Cumbo | Moins de 81 kg | Boltaboev Défaite 00-10 | Éliminé             | Éliminé             | Éliminé             | Éliminé             | Éliminé             | Éliminé |

### Tennis de table
Yoshua Shing a reçu une invitation à concourir, sur la base du classement des pongistes de l'Océanie, à la suite de l'annulation du tournoi de qualification des Jeux olympiques d'Océanie 2021 ; ce sera ses troisièmes jeux olympiques après avoir participé aux tournois de Londres en 2012 et Rio en 2016.
| Athlète(s)   | Compétition      | 1er tour              | 2e tour          | 3e tour          | 4e tour          | Quarts de finale | Demi-finale      | Finale / MB      | Rang    |         |
| Athlète(s)   | Compétition      | Adversaire Score      | Adversaire Score | Adversaire Score | Adversaire Score | Adversaire Score | Adversaire Score | Adversaire Score | Rang    |         |
| ------------ | ---------------- | --------------------- | ---------------- | ---------------- | ---------------- | ---------------- | ---------------- | ---------------- | ------- | ------- |
| Yoshua Shing | Simple messieurs | Cifuentes Défaite 0-4 | Éliminé          | Éliminé          | Éliminé          | Éliminé          | Éliminé          | Éliminé          | Éliminé | Éliminé |